# Denis Kiwanuka Lote
Denis Kiwanuka Lote (ur. 25 marca 1938 w Pallisa, zm. 24 kwietnia 2022 w Nsambya) – ugandyjski duchowny rzymskokatolicki, w latach 2007-2014 arcybiskup Tororo.

## Życiorys
Święcenia kapłańskie przyjął 19 grudnia 1965. 20 maja 1991 został prekonizowany biskupem Kotido. Sakrę biskupią otrzymał 18 sierpnia 1991. 27 czerwca 2007 został mianowany arcybiskupem Tororo. 2 stycznia 2014 przeszedł na emeryturę.